# 水星平原
水星平原(Suisei Planitia)是水星上一個巨大的凹地，表面有著非常特殊的幽靈撞擊坑；它們幾乎被完全埋藏起來，僅只留下了圓形的輪廓邊緣略高於平原表面。
這種幽靈撞擊坑可能是由於卡洛里盆地的噴發物掩蓋所造成，並且因此形成今日的水星平原；此地名來自於日語的水星一詞，於1976年獲得承認。